# Комбінована переробка мінеральної сировини
Комбінована переробка мінеральної сировини (рос. комбинированная переработка минерального сырья, англ. intergrated mineral processing; нім. kombinierte Mineralrohstoffverarbeitung f) — поєднання різних методів і процесів збагачення, або збагачення і металургії для найефективнішого розділення компонентів. В основі технології розділення компонентів за їх фіз. і фіз.-хім. властивостями лежить створення градієнта концентрації часток мінералів, йонів або молекул в рідкій або газовій фазі, а також на межі розділення фаз з допомогою різн. силових полів і магнітних, електричних, гравітаційних, адсорбційних і т. ін. впливів (використовують відмінність у густині, магнітній сприйнятливості, електропровідності, адсорбційній здатності, змочуваності тощо). Комбіновані схеми збагачення включають гравітацію, магнітну сепарацію та флотацію і застосовуються для збагачення залізних, марганцевих та руд рідкісних металів. Найпоширеніші флотогравітаційні процеси. У комбінованих схемах гідрометалургійна доводка здійснюється шляхом вилуговування шкідливих компонентів з концентратів, наприклад, фосфору або кремнезему із залізних, марганцевих, вольфрамових концентратів. Видалення шкідливих компонентів можливе також пірометалургійним процесом (наприклад, випаленням).